# Sium
Sium là một chi thực vật có hoa thuộc họ Apiaceae. 
Chi này có các loài sau:
- Sium bracteatum
- Sium burchellii
- Sium latifolium
- Sium sisarum
- Sium suave

## Hình ảnh

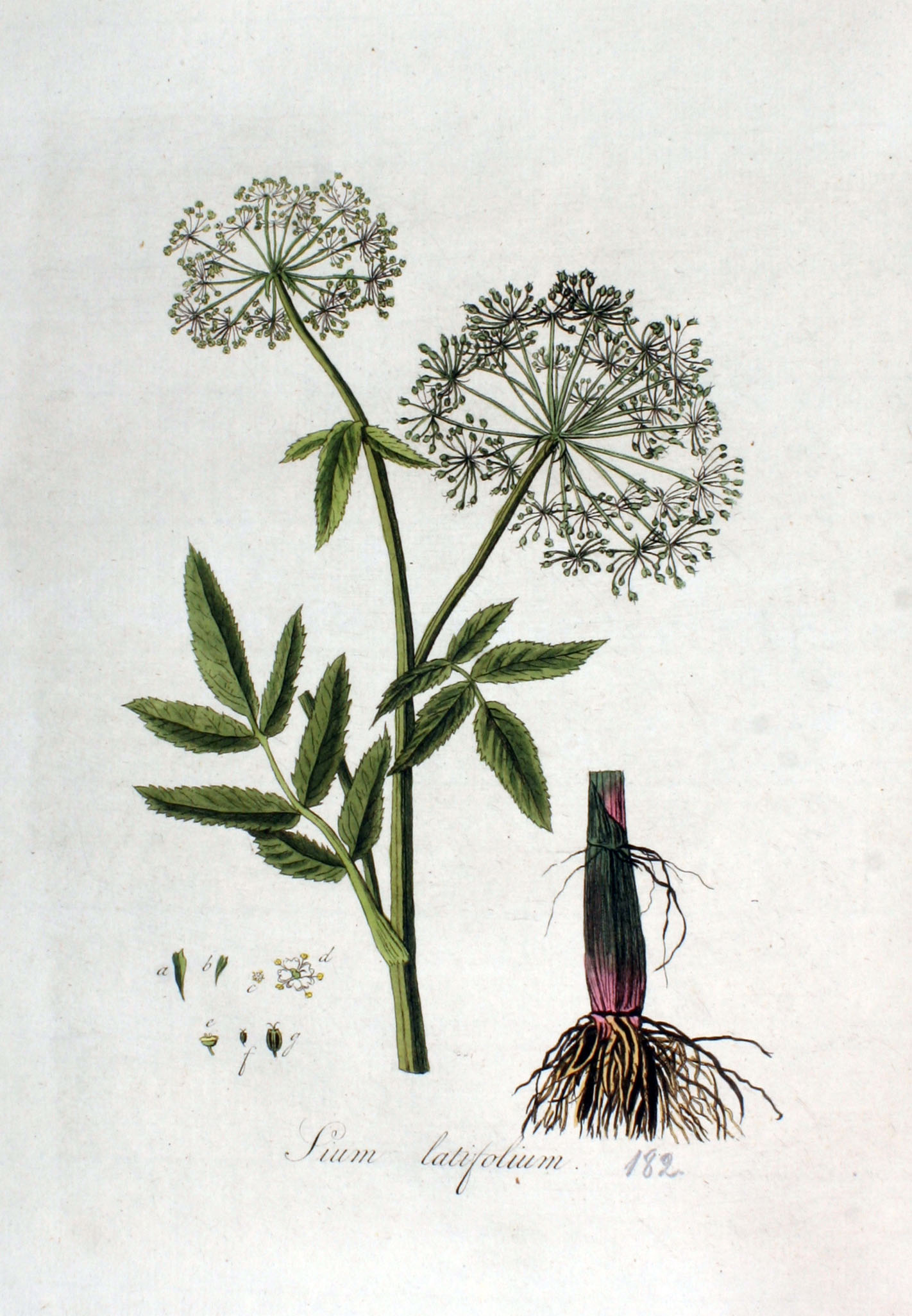
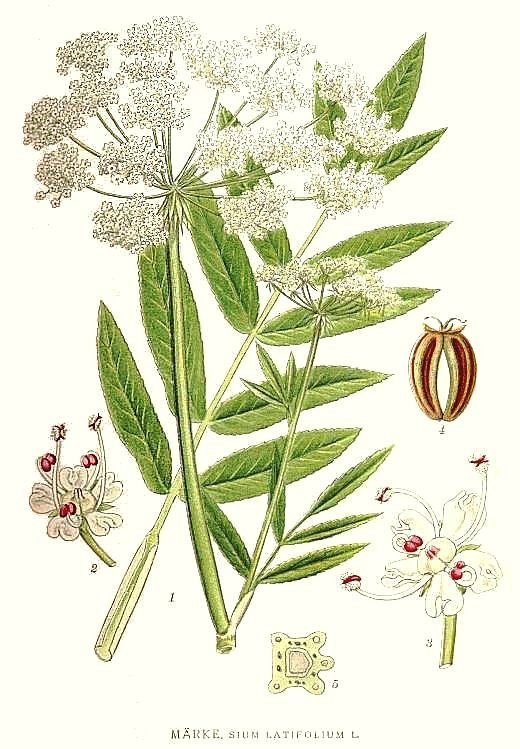
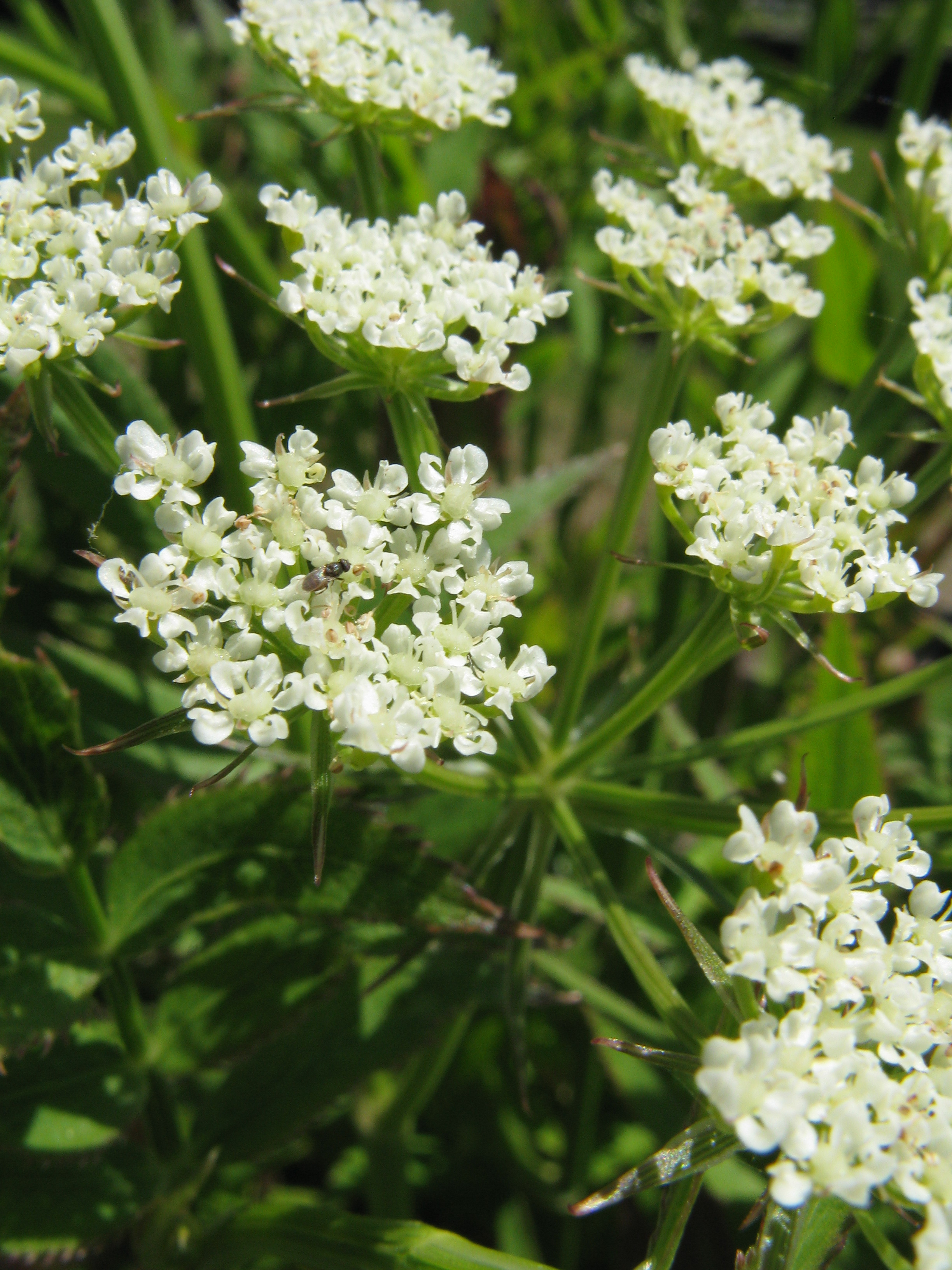
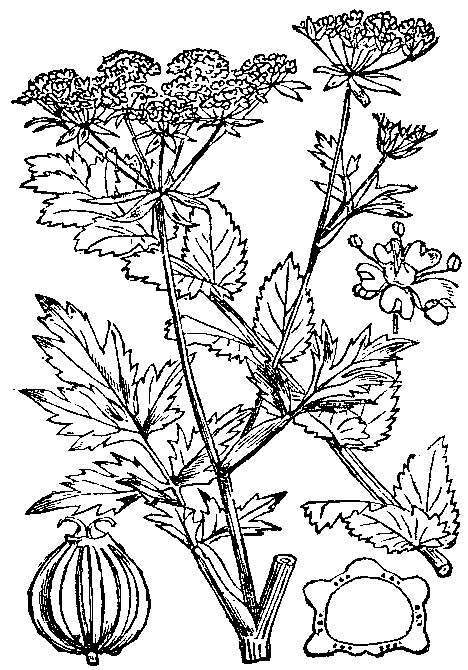